# مستضد فوقي

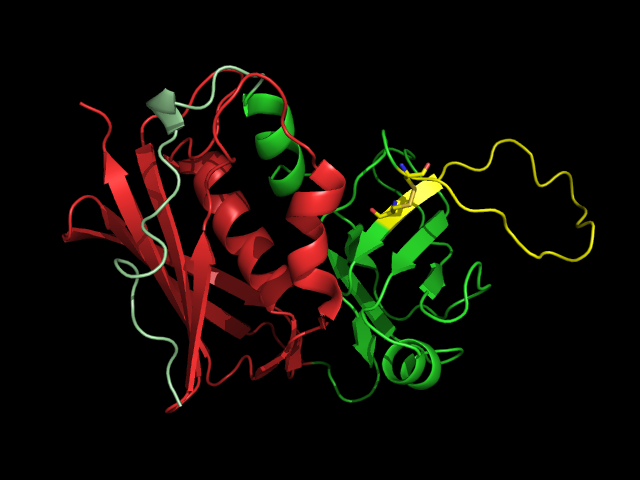
مستضد بكتيري نموذجي. ويظهر فيه المجالان (انظر نص المقال) باللون الأحمر والأخضر، وحلقة ثنائي الكبريتيد باللون الأصفر.

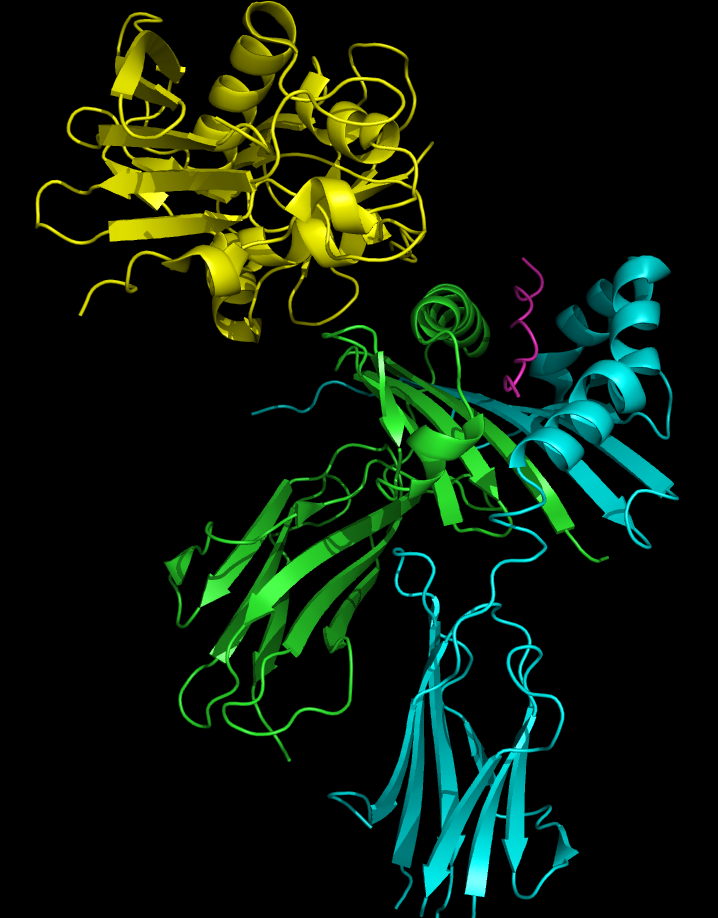
مستضد فوقي (أصفر) مرتبط بمركب التوافق النسيجي الرئيسي من النوع الثاني (أخضر وسماوي).

تمثيل تخطيطي لمركب التوافق النسيجي الرئيسي من النوع الثاني.

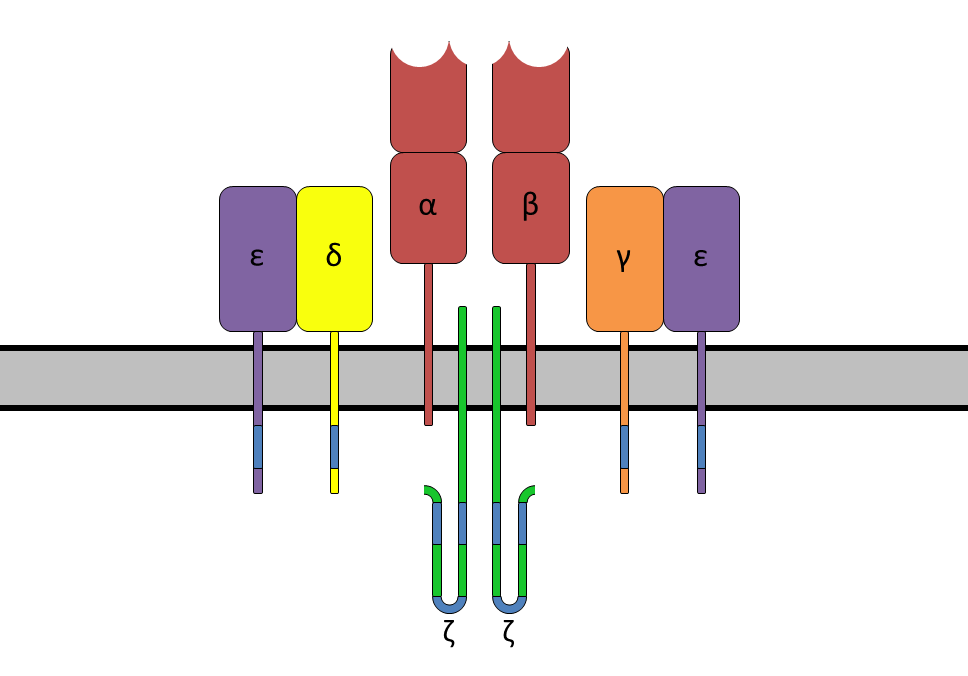
مركب مستقبلات الخلايا التائية مع سلاسل ألفا وبيتا، وجزيئ CD3 الملحق.

المستضدات الفوقية هي فئة من المستضدات تؤدي إلى تنشيط مفرط لجهاز المناعة، وتحديدا الخلايا التائية، ما يتسبب في تنشيط الخلايا التائية متعدد النسيلة وإطلاق كميات هائلة من السيتوكينات. ويُمكن لبعض الفيروسات أو البكتيريا المُمْرِضة أن تعمل كمستضدات فوقية كآلية دفاع عن نفسها ضد جهاز المناعة، وبمقارنة استجابة الخلايا التائية في الحالة الطبيعية والتي تحدث بسبب مستضدات عادية فإنه يُمكن تنشيط 0.0001-0.001٪ من الخلايا التائية في الجسم، أما في حالة المستضدات الفوقية فقد يصل التنشيط إلى 20٪ من الخلايا التائية في الجسم، وقد تصل النسبة إلى 100٪ من الخلايا التائية مع بعض الأجسام المضادة لمستقبلات CD3 وCD28.
تولِد الخلايا التائية المُنشَطة بشكل مبالغ فيه استجابة مناعية هائلة، لكنها غير مخصصة لأي حاتمة موجودة على المستضد الفوقي، وهو ما يقيد إحدى نقاط القوة الأساسية لجهاز المناعة التكيفي، ألا وهي قدرته على استهداف المستضدات بدقة عالية، كما أن فرط عدد الخلايا التائية المنشَطة يتسبب في إفراز كميات كبيرة من السيتوكينات، وأهمها إنترفيرون غاما، الذي يُنشط بدوره الخلايا البلعمية الكبيرة، والتي بدورها تُنتج السيتوكينات المنشطة للالتهابات مثل إنترلوكين-1 وإنترلوكين-6 وعامل نخر الورم ألفا، والتي (في الحالة العادية) تُفرَز موضعيا (في موضع الإلتهاب) وبمستويات منخفضة بشكل يساعد جهاز المناعة على هزيمة الميكروبات، أما عندما إفرازها جهازيا (في الدم) وبكميات كبيرة (كما هو الحال في المستضدات الفوقية) فإنها يمكن أن تسبب أعراضًا خطيرة ومهددة للحياة، منها الصدمة ومتلازمة الاختلال العضوي المتعدد.

## التركيب
تُنتِج البكتيريا مستضدات فوقية داخل الخلايا، ثم تُطلقها كسموم ناضجة لخارج الخلايا.
يُحفظ تسلسل هذه السموم نسبيًا بين المجموعات الفرعية المختلفة، كما تتشابه المستضدات الفوقية في التركيب الثلاثي الأبعاد بشكل كبير، مما يؤدي إلى تأثيرات وظيفية مماثلة بين المجموعات المختلفة.
تكشف الدراسة البلورية للسموم المعوية أن هذه السموم بروتينات مضغوطة ناقصة السطح تشترك في نمط طي مميز ثنائي النطاق، وتشتمل على مجال عنقودي له نهاية NH2 على شكل برميل وتُعرف باسم السكريات قليلة التعدد/ قليلة النوكليوتيد، كما تشتمل على لولب ألفا طويل مغزلي حول مركز الجزيء، وتشتمل على مجال عنقودي له نهاية COOH.
يحتوي هذان المجالان (أعلاه) على مناطق ارتباط مع مركب التوافق النسيجي الرئيسي من النوع الثاني (MHC class II) ومستقبل الخلايا التائية، على التوالي. 

## الارتباط
ترتبط المستضدات الفوقية أولاً بمركب التوافق النسيجي الرئيسي من النوع الثاني ومن ثم تتوافق مع سلسلة ألفا أو بيتا المتغيرة لمستقبلات الخلايا التائية   

### مركب التوافق النسيجي الرئيسي من النوع الثاني
يُظهر المستضد الفوقي تفضيلًا نحو مركب التوافق النسيجي الرئيسي من النوع الثاني، ويؤدي ارتباطه بسلسلة ألفا إلى وضعه في المكان المناسب للوافق مع مستقبل الخلايا التائية.
كذلك فإن المستضد الفوقي يمكن أن يرتبط بسلسلة بيتا في مركب التوافق النسيجي الرئيسي من النوع الثاني متعددة الأشكال من خلال تفاعل كيميائي (يتوسطه مركب تنسيق أيون الزنك) بين ثلاثة مستضدات فوقية وبين سلسلة بيتا، حيث يؤدي وجود أيون الزنك في الارتباط إلى تفاعل ذو تقارب واتباط أقوى، كما أن العديد من المستضدات الفوقية للمكورات العنقودية قادرة التشابك مع جزيئات مركب التوافق النسيجي الرئيسي من خلال الارتباط بسلاسل ألفا وبيتا، وهذه الآلية تُحفز تخليق وإفراز السيتوكينات كما تُحفز إنتاج جزيئات التنشيط المشترك والتي بدورها تُنشط الخلايا التائية بشكل أكثر فعالية.

### مستقبلات الخلايا التائية
تتفاعل منطقة الارتباط مع الخلايا التائية على سطح المستضدات الفوقية مع المنطقة المتغيرة لسلسلة بيتا في مستقبلات الخلايا التائية، ويمكن لمستضد فوقي معين أن يُنشط نسبة كبيرة من الخلايا التائية، ويختلف هذا التفاعل قليلاً بين أنواع المستضدات الفوقية، ويفسر التباين في أنواع مناطق الخلايا التائية السائدة بين الأشخاص سبب استجابة بعض الأشخاص بقوة أكبر لبعض المستضدات الفوقية.
يتم تنشيط كل من مسار بروتين كيناز سي ومسارات بروتين التيروزين كيناز ، مما يؤدي إلى تنظيم إنتاج السيتوكينات المسببة للالتهابات. 

## التأثيرات المباشرة
يؤدي تحفيز المستضدات الفوقية للخلايا (التائية وغيرها) إلى استجابة التهابية تركز على عمل الخلايا التائية المساعدة من النوع الأول، وتشمل المواد الرئيسية المُفرَزة كل من إنترلوكين 1 و2 و6 وعامل نخر ألفا وانترفيرون جاما والعديد من البروتينات ومنها البروتين الجاذب للخلايا الوحيدة.
يؤدي هذا الإطلاق المفرط غير المنسق للسيتوكينات (وخاصة لعامل النخر ألفا) إلى زيادة الحمل على الجسم وظهور الحمى والطفح الجلدي، ويمكن أن يؤدي إلى فشل الأعضاء المتعدد والغيبوبة والموت.  
يلي العدوى حدوث إزالة أو استعطال للخلايا التائية المُنشطة، ويحدث ذلك تحت تأثير إنترلوكين 4 و10 نتيجو التعرض المطول للمستضد، كما يقلل إنترلوكين 4 و10 من إنتاج انترفيرون جاما ومركبات التوافق النسيجي الرئيسي من النوع الثاني وجزيئات التنشيط المشترك على سطح خلايا الجهاز المناعي، ويتسبب كل ذلك في إنتاج خلايا ذاكرة مناعية لا تستجيب لتحفيز المستضد. 
تسبب التعرض المطول للمستضد في إنتاج انترفيرون ألفا، وهو أحد السيتوكينات المرتبطة ارتباطًا وثيقًا بتحريض أمراض المناعة الذاتية، ومن المعروف أن داء كاواساكي يُسببه عدوى بمستضد فوقي.
ولتلخيص ما سبق فيمكننا القول أنه يحدث تحفيز الخلايا التائية وإنتاج كميات زائدة من السيتوكينات مما يؤدي إلى تثبيط الخلايا التائية بوساطة السيتوكينات ووإزالة أو استعطاب الخلايا المنشطة وعودة الجسم إلى حالة التوازن فيما تؤدي التأثيرات السامة للميكروب والمستضد الفوقي إلى إتلاف أنسجة وأجهزة الجسم، وهي حالة تعرف باسم متلازمة الصدمة التسممية.

## الأمراض المرتبطة بإنتاج المستضدات الفوقية
- السكرى
- التهاب الجلد
- الصدفية النقطية
- داء كاواساكي
- السلائل الأنفية [16]
- الحمى الروماتيزمية
- التهاب المفصل الروماتويدي
- الحمى القرمزية [8]
- متلازمة الصدمة التسممية
- التهاب الشغاف العدوائي [17]

## العلاج
تتمثل الأهداف الأساسية للعلاج الطبي في تحقيق الاستقرار للمريض، باستخدام روافع التوتر الوعائي ومعالجة التجفاف، والقضاء على الميكروب الذي يُنتج المستضدات الفوقية بالمضادات الحيوية. 
يُنتج الجسم بشكل طبيعي أجسامًا مضادة لبعض المستضدات الفوقية، ويمكن زيادتها عن طريق تحفيز إنتاج الخلايا البائية المُفرزة لهذه الأجسام المضادة. 
يُمكن استخدام الغلوبولين المناعي في تحييد أو معادلة أجسام مضادة معينة، ومنع تنشيط الخلايا التائية.
كما تُستخدم مثبطات المناعة أيضًا لمنع تنشيط الخلايا التائية وإطلاق السيتوكينات، مثل الكورتيكوستيرويدات التي تقلل من التأثيرات الالتهابية. 